# Telephanus acrolophus
Telephanus acrolophus is een keversoort uit de familie spitshalskevers (Silvanidae). De wetenschappelijke naam van de soort werd in 1984 gepubliceerd door Oldfield Thomas.